# Frederic I de Dinamarca
Frederic I de Dinamarca (danès: Frederik I)  (Haderslev, 7 d'octubre de 1471 - Castell de Gottorf, 10 d'abril de 1533) va ser rei de Dinamarca i Noruega entre 1523 i 1533. Era fill de Cristià I i de Dorotea de Brandenburg.
Frederic va arribar al poder per una rebel·lió del clergat i la noblesa que va desterrar al seu nebot Cristià II. Durant el seu regnat va haver de superar diverses insurreccions que negaven el seu govern. Tot i que catòlic, va permetre la llibertat de culte i l'entrada del luteranisme al seu territori.
L'any 1502 es casà amb Anna de Brandenburg, filla de l'elector Joan Ciceró. Amb ella va tenir dos fills:
- Cristià (1503-1559). Rei de Dinamarca i Noruega, casat amb Dorotea de Saxònia-Lauenburg (1511-1571).
- Dorotea (1504-1547). Duquessa de Prússia, consort d'Albert de Prússia.

El 1518, després de morir Anna de Brandenburg, Frederic tornà a casar-se, ara amb Sofia de Pomerània, filla del duc Boleslau de Pomerània. La parella va tenir sis fills:
- Joan, el jove (1521-1580). Duc de Schleswig-Holstein-Haderslev.
- Dorotea (1524-1586). Casada primerament amb el duc Magnus III de Mecklemburg-Schwerin, i en un segon matrimoni amb el duc Ulric III de Mecklenburg-Güstrow.
- Adolf (1526-1586), duc de Holstein-Gottorp, casat amb Cristina de Hessen (1543-1604).
- Anna (1527-1535).
- Dorotea (1528-1575). Consort del duc Cristòfor de Mecklenburg-Schwerin.
- Frederic (1532-1556). Bisbe de Hildesheim i Schleswig.